# McDonnell Douglas X-36
Il McDonnell Douglas X-36 era un "Unmanned combat air vehicle" (UCAV) cioè un aereo da combattimento senza equipaggio.

Questo velivolo sperimentale fu sviluppato inizialmente dall'azienda statunitense McDonnell Douglas, poi dalla Boeing, negli anni novanta e rimase sempre allo stadio di prototipo.
Il modello era caratterizzato da dimensioni molto ridotte rispetto ai caccia tradizionali ed inoltre non era dotato di deriva.

## Storia del progetto
L'X-36 aveva dimensioni assai contenute rispetto a quelle di un aereo da caccia; essendo un UCAV, veniva pilotato da una stazione a terra, il pilota disponeva di una visuale offerta da una telecamera posizionata sul muso dell'aeromobile. Per un controllo più maneggevole del velivolo sulla parte anteriore di esso erano presenti delle alette canard ed era presente un sofisticato ugello per ottenere una spinta vettoriale. L'X-36 volò per la prima volta il 17 maggio 1997, successivamente furono eseguiti altri 31 voli. Secondo la ditta costruttrice, la McDonnell Douglas, l'X-36 aveva raggiunto o addirittura superato gli obbiettivi del progetto.
McDonnell Douglas si fuse con Boeing nel mese di agosto del 1997 mentre lo sviluppo del X-36 era ancora in corso e quindi l'aeromobile viene citato anche come Boeing X-36. Nonostante che l'X-36 avesse dimostrato di possedere una maneggevolezza adatta ad un caccia ed avesse superato tutti i test non suscitò molto interesse nel potenziale mercato nell'industria della difesa. Il progetto dell'X-36 costò 17 milioni di dollari.

## Esemplari esistenti
Un X-36 è esposto al National Museum of the United States Air Force nei pressi di Dayton (Ohio). Arrivò al museo il 16 luglio 2003 insieme all'unico Boeing Bird of Prey costruito.

L'altro esemplare è conservato all'Edwards Air Force Base in California.

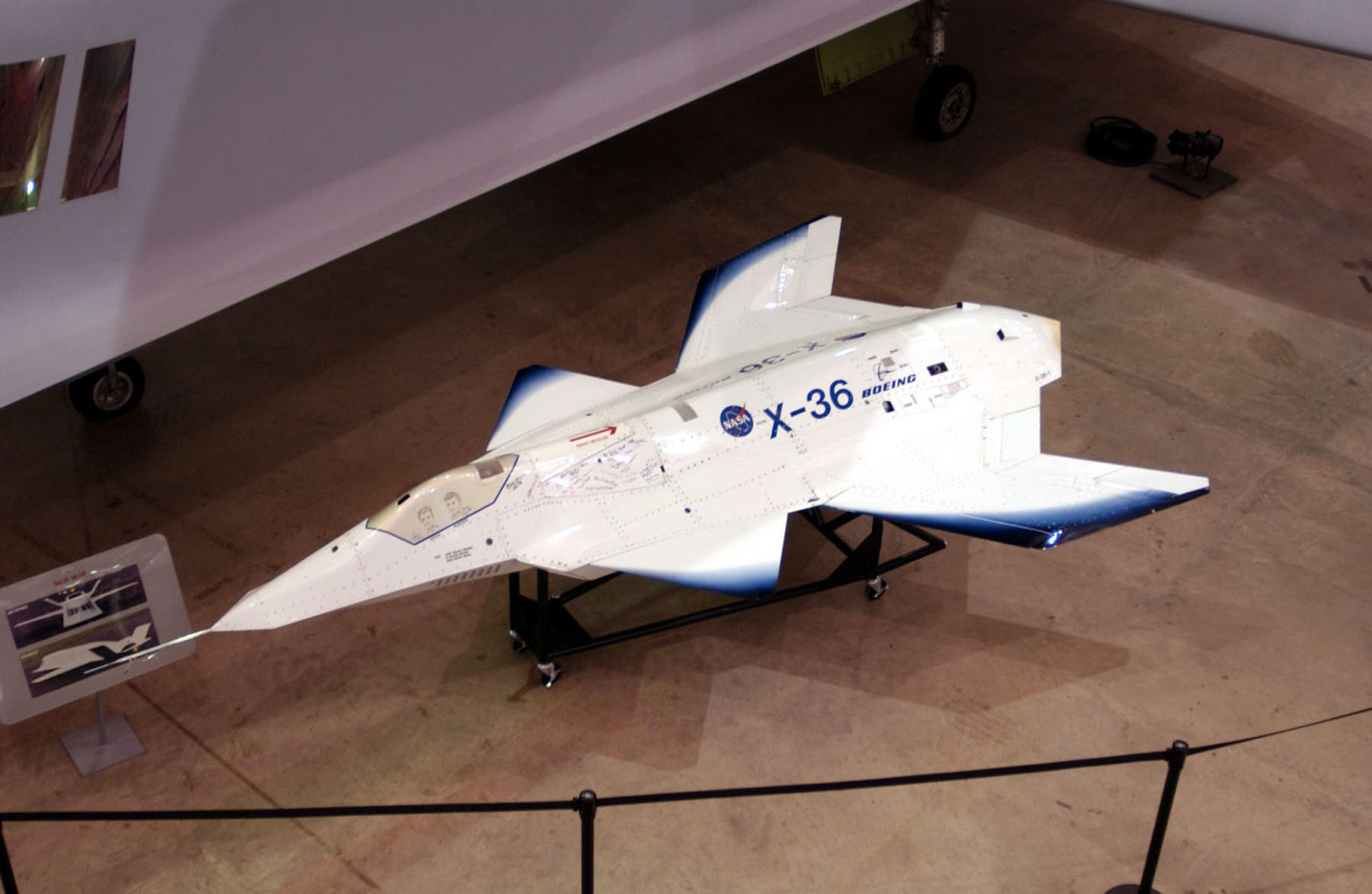
L'X-36 esposto presso il National Museum of the United States Air Force.

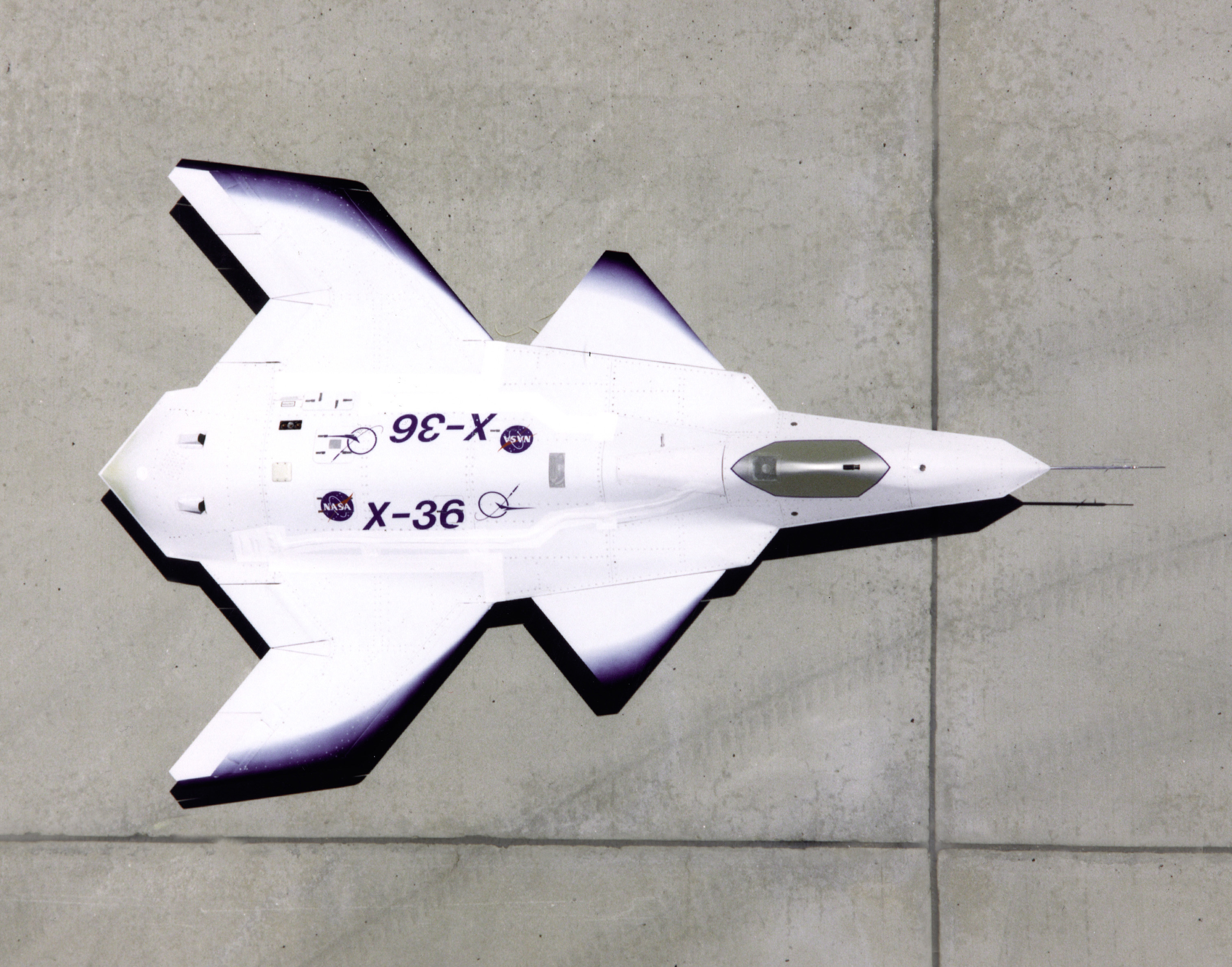
L'X-36 visto dall'alto presso il Dryden Flight Research Center.